# 前屿站
前屿站（福州話：/sɛiŋ˨˩ nøy˨˦˨/）位于中华人民共和国福建省福州市晋安区福马路与前横路交叉口地下，是福州地铁2号线与4号线的地铁换乘站，2号线部分于2019年4月26日启用，4号线部分于2023年8月27日启用。

## 车站结构

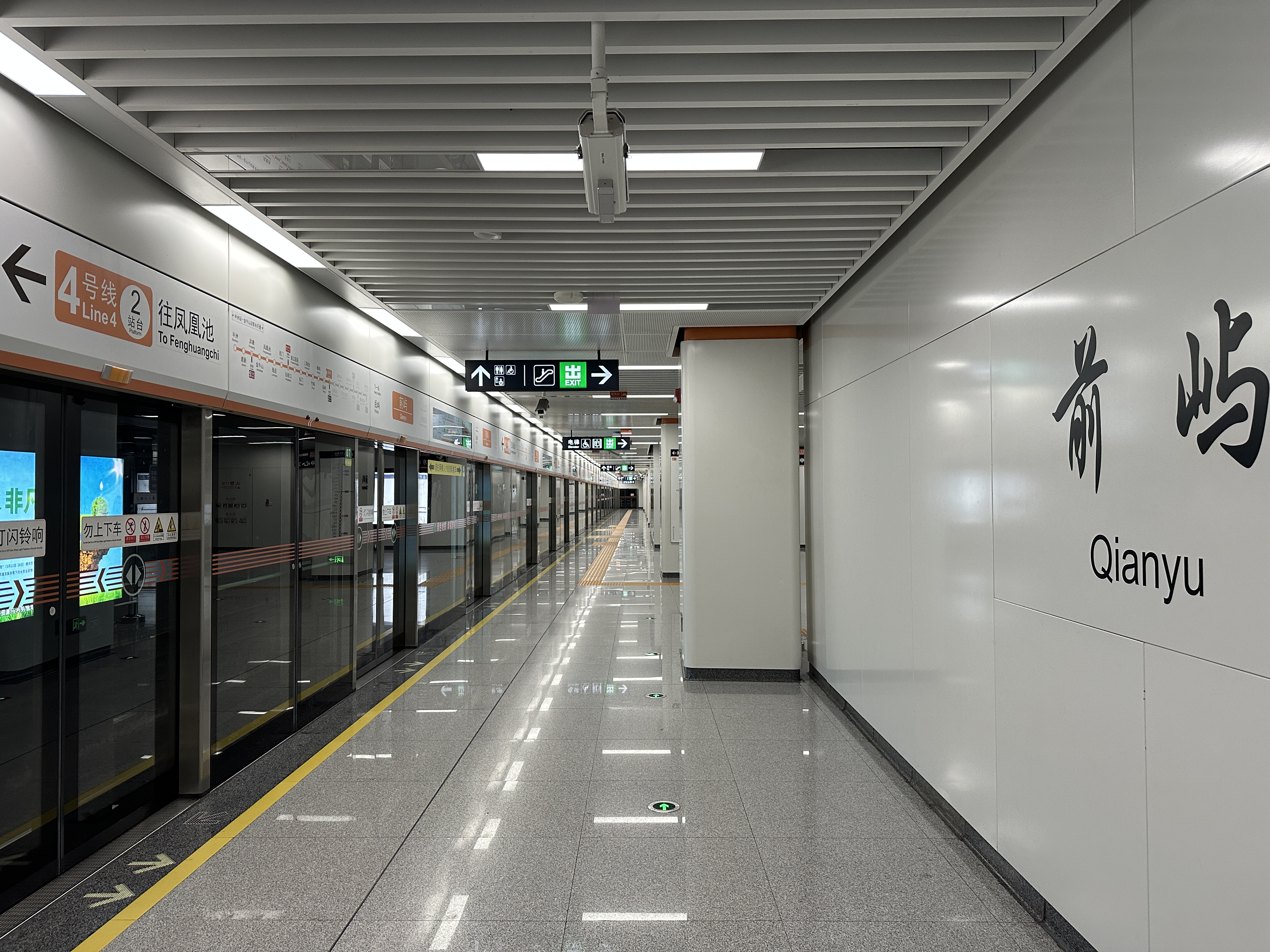
4号线站台

前屿站位于福马路与前横路交叉口下方，2号线站位沿福马路呈东西走向，4号线站位沿前横南路呈南北走向。车站地下一层为站厅层；地下二层为2号线站台层，岛式站台；地下三层为4号线站台层，岛式站台。
| 地面层   | 出入口                                                          |  | 出入口A、B、D、F         |
| 地下一层 | 站厅                                                            |  | 票务服务、自动售票机     |
| 地下二层 | 1                                                               |  | 2号线 往苏洋（五里亭）   |
| 地下二层 | 岛式站台，列车运行方向左侧的车门开启；前往 4号线 站台           |  |                          |
| 地下二层 | 2                                                               |  | 2号线 往洋里（上洋）     |
| 地下三层 | 1                                                               |  | 4号线 往帝封江（光明港） |
| 地下三层 | 岛式站台（卫生间），列车运行方向左侧的车门开启；前往 2号线 站台 |  |                          |
| 地下三层 | 2                                                               |  | 4号线 往凤凰池（后屿）   |

### 换乘
2号线站台中部及4号线站台北端设有直通楼梯供乘客换乘，乘客亦可绕经站厅进行换乘。

### 出入口与周边
前屿站目前开放4个出入口，其中无障碍电梯位于D、F出入口，卫生间位于D出入口。
| 前屿站出入口信息            | 前屿站出入口信息 | 前屿站出入口信息         | 前屿站出入口信息                        |
| --------------------------- | ---------------- | ------------------------ | --------------------------------------- |
|                             |                  |                          |                                         |
|                             |                  |                          |                                         |
| 编号                        | 设施             | 位置                     | 接驳交通                                |
| 出口 · A                    |                  | 福马路与前横路路口东北角 | 前横路红光路口                          |
| 出口 · B                    |                  | 福马路与前横路路口西北角 | 前屿                                    |
| 出口 · D                    |                  | 福马路与前横路路口东南角 | 招贤路(鼓山沃尔玛)、盛天·现代城(前屿村) |
| 出口 · F                    |                  | 福马路与前横路路口东南角 |                                         |
| 注： 设有电梯 \| 设有卫生间 |                  |                          |                                         |

## 历史
- 2016年5月6日，前屿站2号线部分开始围挡施工。[3]
- 2019年4月26日，前屿站2号线部分启用。[1]
- 2023年8月27日，前屿站4号线部分启用。[2]